# Batalla de Callann
La Batalla de Callann enfrentó en agosto de 1261 a los Hiberno-Normandos de John Fitzgerald, y a una coalición de tres clanes gaélicos formada por los MacCarthy, de Desmond, y sus parientes, los O'Sullivan, y los O'Donoghues, coalición comandada por Fínghin Mac Carthaigh ancestro de los MacCarthy Reagh. Tuvo lugar en el townland de Callann o Collon cerca de la actual Kilgarvan, Condado de Kerry. La victoria concluyó con victoria gaélica.

## Contexto
El rey de Leinster, Diarmait Mac Murchada (Dermot MacMurragh) había sido destronado y buscó la ayuda de mercenarios cambro-normandos para recuperar su reino. Los normandos desembarcaron en la bahía de Bannow, en la costa del sur de Leinster el 1 de mayo de 1169, capturaron Leinster en unas semanas y atacaron a los reinos vecinos. En el otoño de 1171, Enrique II decidió dirigir una expedición militar a Irlanda para establecer su control sobre los señores normandos y los reyes irlandeses.

## Causas de la Batalla
En 1259, John FitzThomas Fitzgerald, I baron Desmond, recibió una concesión real de Desmond y de Waterford occidental en Feudo. Fineen MacCarthy, hijo de Donal Gott MacCarthy y rey de Desmond reunió sus tropas, incluyendo a los O'Sullivan. Las incursiones normandas en Munster en los años 1180 había forzado al clan O'Sullivan a abandonar sus territorios ancestrales en Tipperary. Se convirtieron en los príncipes más importantes después de los MacCarthys. Los MacCarthy contaban también con el apoyo de los O'Donoghue, también emparentados con ellos.
En julio de 1261 los tres clanes gaélicos se unieron para afrontar a los normandos en Callan, obteniendo una gran victoria. Tanto John Fitzgerald como su hijo, Maurice, murieron en la batalla.

## Relatos contemporáneos de la batalla
Todos los extractos siguientes han sido tomados del Corpus de Textos Electrónicos (CELT) de la Universidad Colegio de Cork, que pueden ser encontrados en línea.
Anales de Connacht

1261.5	 Muy destructiva guerra fue luchada contra los extranjeros este año por Fingen hijo de Domnall Mac Carthaig y su parentela.
1261.6	 Una gran hueste fue reunida por los Fitz Geralds en Desmond, para atacar a Mac Carthaig; pero él les atacó y les derrotó y Fitz Thomas, John por nombre, y su hijo murieron allí, así como quince caballeros, además de ocho barones nobles y muchos jóvenes escuderos e incontables soldados. Mató a Barrach Mor (Barry More) también. Después Fingen Mac Carthaig fue asesinado por los Extranjeros y el reinado de Desmond fue asumido por su hermano, el Ex-clérigo Mac Carthaig.
Anales de Úlster

1261.4	John fitz (hijo de) Thomas y los Barrymore fueron asesinados por Finghin Mag Carrthaigh y por los hombres de Desmond así como un gran número grande de otros Extranjeros fueron asesinados.
1261.5	Finghin Mac Carrthaigh fue asesinado por los Extranjeros.
Anales de los Cuatro Maestros

1261.5  Una guerra grande se luchó y muchos daños fueron infligidos, por Fineen Mac Carthy, hijo de Donnell Mac Carthy, y sus hermanos, en los ingleses.
1261.6	Un gran ejército grande fue llevado por el Clann-Gerald Geraldines a Desmond, para atacar a Mac Carthy, i.e. Fineen. Mac Carthy atacó y les derrotó; y en esta competición murieron ocho barones y cinco caballeros, además de otros de los nobles ingleses, como también John hijo de Thomas y Barry More. Incontables números de soldados comunes ingleses fueron muertos también en la antedicha batalla.
1261.7	Fineen Mac Carthy fue después muerto por los ingleses, y el señorío de Desmond fue asumido por su hermano, el Aithcleireach Mac Carthy.
Anales de Loch Cé

1261.4  Una guerra grande fue luchada y numerosos daños fueron infligidos, por Finghin, hijo de Domhnall Mac Carthaigh, y sus hermanos, contra los Extranjeros en este año.
1261.5	Una gran hueste del Clann-Gerald en Des-Mumha, para atacar a Mac Carthaigh; y Mac Carthaigh les atacó, y les derrotó, y John hijo de Thomas, y su hijo (Maurice hijo de John), y quince caballeros y ocho barones nobles junto con ellos, fueron muertos allí, además varios hombres jóvenes, e innumerables soldados. Y el Barrach Mór era también fue muerto allí. Finghin Mac Carthaigh fue posteriormente muerto por los Extranjeros, y la soberanía de Des-Mumha fue asumida después por su hermano, i.e. el Aithchleirech Mac Carthaigh.